# Kościół Nawiedzenia Najświętszej Maryi Panny w Mysłowicach
Kościół Nawiedzenia Najświętszej Maryi Panny – rzymskokatolicki kościół parafialny należący do dekanatu Mysłowice archidiecezji katowickiej. Znajduje się w mysłowickiej dzielnicy Brzezinka.

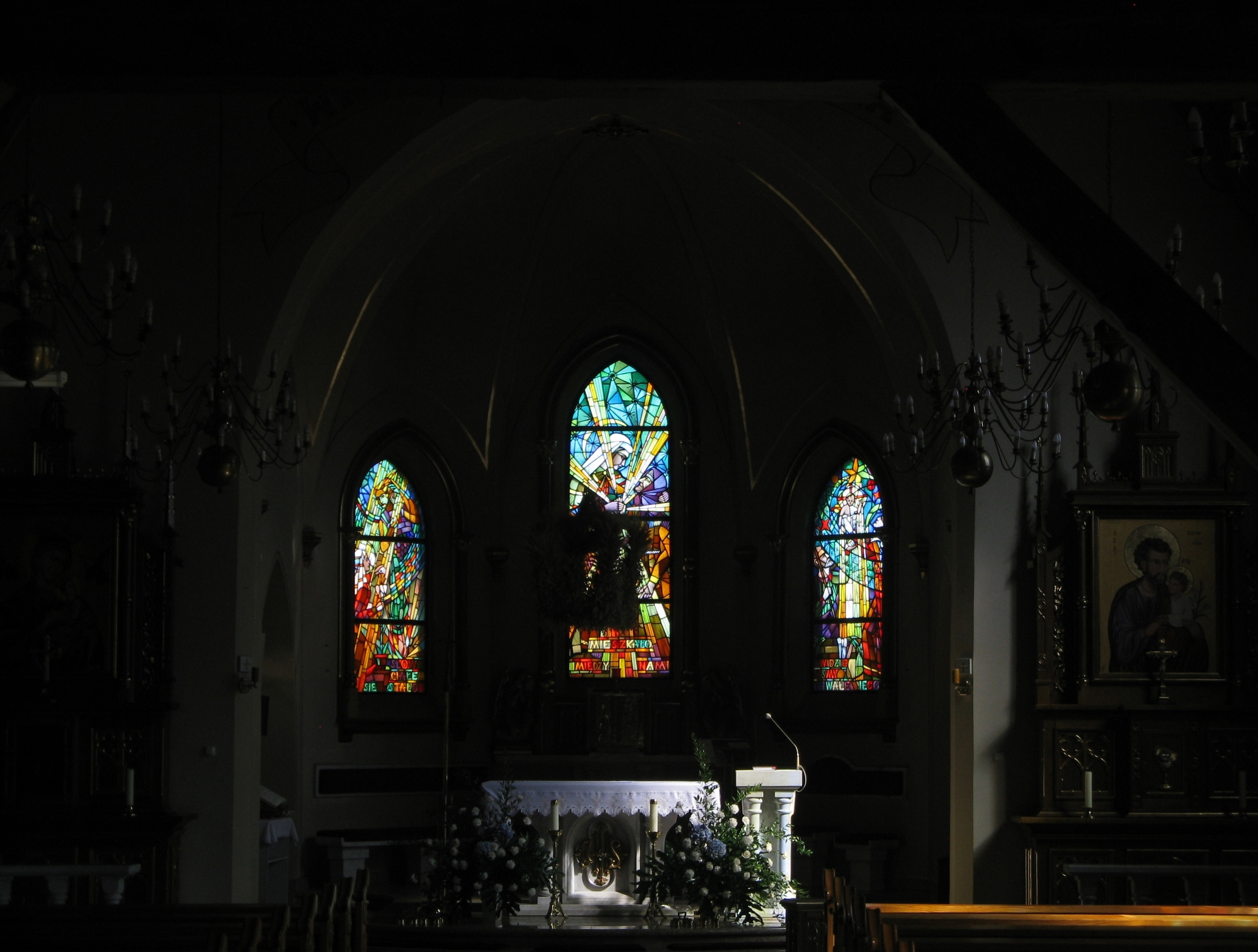
Prezbiterium (2018)

Świątynia została zaprojektowana przez architekta Ludwiga Schneidera z Katowic. Ziemia pod budowę została ofiarowana przez Andrzeja Sorka. Budowa została rozpoczęta jesienią 1892 roku, a prace zostały przyspieszone przez podarowanie przez biskupa dotacji w wysokości 5000 marek. W dniu 25 października tego samego roku został poświęcony kamień węgielny. 22 listopada 1893 roku ksiądz Klaszka proboszcz z Mysłowic pobłogosławił kościół. Część wyposażenia wewnętrznego świątyni oraz organy pochodziły z rozebranego kościoła pod wezwaniem św. Marii Magdaleny w Chorzowie. 15 października 1902 roku ksiądz Emil Wawreczko – wikariusz z Mysłowic został przysłany przez kardynała Georga Koppa w celach duszpasterskich do Brzezinki. Ksiądz Wawreczko podjął decyzję o odnowieniu ołtarza i budowie dwóch ołtarzy bocznych. 31 marca 1903 roku świątynia w Brzezince została ustanowiona kościołem parafialnym, dzięki decyzji kardynała Georga Koppa. W dniu 27 października 2013 roku kościół został konsekrowany przez arcybiskupa seniora Damiana Zimonia.